# 平和・人権・民主主義を考える全国高校生集会
平和・人権・民主主義を考える全国高校生集会（へいわ・じんけん・みんしゅしゅぎをかんがえるぜんこくこうこうせいしゅうかい）は西日本を中心に開催されている、高校生の自主的な集会。高校生の自主活動を基盤に、学習と交流を深める。毎年11月に3日間の日程で開催され、1日目は全体会、2・3日目は分科会となっており、開催地は主な参加県の持ち回りで開催されている。2004年に第40回を迎えた。旧「全国高校生部落問題研究集会」のち「人権と民主主義を考える高校生の集い」。

## 沿革
1964年に「全国高校生部落問題研究集会」として京都市で開催されたのが始まり。第1回集会には、全国13都道府県から約1000人が参加した。1972年に和歌山市で開かれた第8回集会では、全国20都道府県から約5400人の参加者を集めた。しかし、1973年からは各都道府県からの代表参加としたことから1000名台の参加となった。その後は、参加主体となっていた高校の社会問題研究部の活動が退潮していることなどから参加者・参加都道府県は漸減し、2008年に岡山市で開かれた第44回集会の参加者は5府県からの200名弱となっている。
この間、部落問題の解消の進展にあわせて1996年に大津市で開かれた第32回集会から集会の名称を「人権と民主主義を考える高校生の集い」に、さらに2002年に滋賀県で開かれた第38回から「平和・人権・民主主義を考える全国高校生集会」と改称して、より幅広い高校生の集会を目指している。2003年からはサブタイトルに残っていた「全国高校生部落問題研究集会」の名称も外された。

## 府県ブロック集会
過去には、西日本を中心に本集会に連なる多くの府県ブロック集会が開催され、高校生の自主的な部落問題研究活動が深まった。1990年代に入って多くの府県の部落研活動は「社会問題研究活動」に衣替えすることになったが、ほぼ同時期に多くの集会の開催が途絶えたため今も開催が継続している集会は少ない。
- 現在も継続中の集会
  - 高校生人権ふぉ～らむ‐京都府のブロック集会。1963年頃に第1回集会を開催。旧「京都府高校生部落問題研究集会」。
  - 人権・平和・民主主義を考える岡山県高校生交流集会‐岡山県のブロック集会。1966年に第1回集会を開催。旧「岡山県高校生部落問題研究集会」。ほとんどの学校に社研部があり、現在、高校生の社会問題研究活動がもっとも発展している県の一つである[要出典]。
  - High School Forum‐山口県のブロック集会。1973年に第1回集会を開催。旧称・通称「山口県高校生交流集会」。現在、県集会・同実行委員会を中心に学習・交流活動を展開。
- 開催が途絶えた集会
  - 「人権問題を考える高校生の集い」‐長野県のブロック集会。1968年頃に第1回集会を開催。長野県代表の全国集会への参加も途絶えている。
  - 「広島県高校生集会」・「広島県高校生部落問題研究集会」‐いずれも広島県のブロック集会。後者は1970年頃に第1回集会を開催。全国集会へは現在も代表を派遣している。
  - 「滋賀県高校生部落問題研究集会」‐滋賀県のブロック集会。1971年頃に第1回集会を開催。現在は比較的小規模の集会を年に数回開催する体制を取り、全国集会へも参加している。
  - 「和歌山県高校生部落問題研究集会」‐和歌山県のブロック集会。1972年頃に第1回集会を開催。全国集会への参加も途絶えているが、高校生の自主活動自体は今も継続している。
  - 「高校生のつどい」‐高知県のブロック集会。1975年頃に第1回集会を開催。全国集会への参加も途絶えているが、高校生の自主活動は平和ゼミナール活動（「幡多ゼミナール」）として継続している。

## 参考資料
- 『未来をひらく高校生たち - 山口県の高校生自主活動20年のあゆみ』山口県高校生交流集会実行委員会など編、1992年。
- 『仲間のいぶき』第41号、岡山県高校生社会問題研究連絡協議会編、2008年。